# Appius Herdonius
Appius Herdonius ou Appius Hordoenius est un Sabin qui a mené un soulèvement contre Rome à la tête d'esclaves et de bannis. Avec ses troupes, il est parvenu, en 460 av. J.-C., à s'emparer du Capitole d'où il sera chassé par les consuls. Après leur défaite, les insurgés capturés subissent de lourds châtiments.

## Le soulèvement d'Appius Herdonius

### Les origines
Depuis le Ve siècle av. J.-C., les Romains sont régulièrement en guerre contre les peuples voisins, notamment les Sabins. À chaque campagne, les prisonniers de guerre sont ramenés à Rome où ils perdent leur liberté. Leur concentration dans Rome, leurs conditions de vie et l'éloignement de leur pays d'origine finissent par faire éclater un soulèvement. Des prisonniers et esclaves (exsules servique) parviennent à s'enfuir et se joignent aux Sabins pour former une véritable armée, estimée entre 2 500 et 4 000 hommes par les sources antiques, dirigée par le Sabin Appius Herdonius. Denys d'Halicarnasse décrit le soulèvement comme une expédition militaire prenant source en territoire sabin. De son côté, Tite-Live parle d'une révolte servile impliquant des esclaves et des exilés qui se trouvent déjà dans Rome.

### La prise du Capitole
Les hommes menés par Herdonius entrent dans Rome par la porta Carmentalis et prennent possession du Capitole et de l'Arx à la faveur de la nuit. Les magistrats romains semblent débordés et pris de vitesse par les évènements et tentent dans un premier temps de savoir s'il s'agit d'un soulèvement populaire ou d'une simple émeute. Étant donné le contexte politique tendu entre les plébéiens et les patriciens, les consuls n'osent pas armer le peuple. Herdonius reste maître de la citadelle pendant quelques jours.

« Des exilés et des esclaves, au nombre d'environ deux mille cinq cents, le Sabin Appius Herdonius à leur tête, s'emparent, la nuit, du Capitole et de la citadelle. Ils égorgent sur-le-champ ceux qui refusent de se joindre à eux et de prendre les armes. [...] Les consuls redoutent et d'armer le peuple et de le laisser sans armes. Ignorant quel fléau soudain, étranger ou domestique, produit du ressentiment populaire ou de la perfidie des esclaves, s'est jeté sur la ville, ils veulent calmer le trouble, et, souvent, ne parviennent qu'à l'exciter. Sur cette multitude tremblante et consternée, l'autorité n'avait plus d'empire. Cependant on distribue des armes, mais avec réserve, assez seulement, comme on ignore quel est l'ennemi, pour former un corps de troupes qui suffise à tout événement. Au milieu de cette anxiété, sans savoir à quelle espèce, à quel nombre d'ennemis on avait affaire, on passa le reste de la nuit à distribuer des postes sur tous les points favorables à la défense de la ville. »

— Tite-Live, Histoire romaine, III, 15
Selon Tite-Live, Herdonius se présente du haut des remparts du Capitole et lance un appel à tous les esclaves et déracinés de Rome. Son objectif serait de « rendre leur patrie aux exilés injustement bannis et enlever aux esclaves leur joug accablant ». Il semble prêt à négocier avec les consuls mais les menace de faire appel aux Volsques et aux Èques. La menace paraît sérieuse aux consuls qui craignent que les Étrusques, Sabins, Volsques et Èques ne profitent de l'occasion pour marcher sur Rome et non plus seulement ravager le territoire romain.

### Manœuvres des tribuns de la plèbe
Les tribuns de la plèbe s'opposent aux consuls qui ont distribué des armes au peuple. Selon eux, la prise du Capitole ne serait qu'une invention des patriciens destinée à faire diversion pour éviter le vote de la lex Terentilia, qui oppose les plébéiens aux patriciens depuis deux ans. Le consul Publius Valerius Publicola profite du prestige de son nom auprès du peuple pour s'adresser directement à eux.

« Qu'est-ce à dire, tribuns ? Sous la conduite d'Appius Herdonius et sous ses auspices, voulez-vous renverser la République ? A-t-il si bien réussi à vous corrompre celui qui n'a pu ébranler vos esclaves ? Est-ce donc quand l'ennemi est sur nos têtes qu'il faut poser les armes et présenter des lois ? [...] Si le salut de l'État, si le vôtre, Romains, vous touchent si peu, ayez du moins quelque respect pour vos dieux, en ce moment au pouvoir de l'ennemi. Jupiter, très bon et très grand, Junon, reine des dieux, Minerve, les autres dieux et déesses, sont assiégés : un camp d'esclaves occupe les pénates de la patrie ! [...] Ne convient-il pas mieux à tous, patriciens et plébéiens, consuls, tribuns, dieux et hommes, de protéger Rome par les armes, de courir au Capitole, de délivrer et de rendre à la paix cette demeure auguste de Jupiter très bon et très grand ? Romulus, notre père, toi qui naguère repris le Capitole sur ces mêmes Sabins à qui l'or l'avait livré, inspire ton courage à tes enfants ! »

— Tite-Live, Histoire romaine, III, 17, 2-7

### Répression de la révolte
À l'annonce de la prise de la citadelle de Rome à Tusculum, Lucius Mamilius, dictateur de Tusculum, convoque le Sénat tusculan qui décide d'envoyer un détachement pour soutenir les Romains. Publicola forme une armée, l'autre consul, Caius Claudius Sabinus, est chargé de surveiller les portes de Rome. Les Romains et leurs alliés latins lancent alors l'assaut et reprennent le contrôle du Capitole et de la citadelle de l'Arx. Un bon nombre d'insurgés est capturé, tous les prisonniers sont exécutés. Le consul Publicola est tué durant les combats,.

## Analyse moderne

### L'authenticité des faits
Les annalistes romains montrent régulièrement des difficultés à reconnaître que Rome a pu subir d'importants revers militaires durant son histoire. Le récit de la sédition d'Herdonius paraît donc s'appuyer sur un fond authentique et Rome a vraisemblablement subi une attaque des Sabins qui ont tenté de s'emparer de la ville vers le milieu du Ve siècle av. J.-C. Néanmoins, pour renforcer le réalisme de leurs récits, les auteurs antiques ont probablement mélangé des détails anachroniques provenant du récit de la sédition du Lucius Appuleius Saturninus en 100 av. J.-C., qui s'est également emparé du Capitole.
Mais parmi le récit antique, un détail paraît être authentique, il s'agit de l'intervention de troupes de Tusculum, dirigée par le général Lucius Mamilius. Selon Tite-Live, le Sénat romain offre en remerciement la citoyenneté romaine à Mamilius. Plus tard, sa famille rejoint Rome et atteint plusieurs fois le consulat au cours du IIIe siècle av. J.-C. Plus loin dans son récit, Tite-Live, qui ne semble pas vouloir laisser Rome redevable des Tusculans, décrit pour l'année suivante, en 459 av. J.-C., une sédition comparable mais cette fois-ci qui concerne Tusculum. Une armée èque aurait pris le contrôle de la citadelle de la ville et ce sont les Romains qui seraient intervenus pour la libérer. Ainsi, l'auteur montre Rome obtenant rapidement satisfaction sur l'ennemi après un revers et annulant la dette qu'elle a contracté auprès de ses alliés.

### Prises du Capitole par les Sabins
Dans toute l'histoire romaine, la citadelle de Rome n'a été prise que deux fois par des éléments extérieurs, à chaque fois des Sabins. La première fois par les forces de Titus Tatius, roi légendaire de Cures, la deuxième fois par Herdonius. Si la première prise du Capitole par Titus Tatius est légendaire, la deuxième par Herdonius repose sur un fond historique. Il est possible que le récit légendaire de l'action de Titus Tatius ait été inventé après l'épisode d'Herdonius afin d'atténuer l'effet désastreux de ce coup d'éclat, les auteurs s'en seraient inspirés, reprenant aussi des éléments courants du « folklore gréco-égéen »,.

### Auteurs antiques
- Tite-Live, Histoire romaine [détail des éditions] [lire en ligne], livre III, 15-29
- Denys d'Halicarnasse, Antiquités romaines [détail des éditions] [lire en ligne], livre X, 14-16

### Auteurs modernes
- (fr) C. Auliard, « Les esclaves dans les butins républicains », dans Routes et marchés d'esclaves : 26e colloque du GIREA, Besançon, 27-29 septembre 2001, Presses Universitaires de Franche-Comté, 2002, 370 p.
- (en) T. Robert S. Broughton, The Magistrates of the Roman Republic : Volume I, 509 B.C. - 100 B.C., New York, The American Philological Association, coll. « Philological Monographs, number XV, volume I », 1951, 578 p.
- (fr) Martin Bruwaene, La Société romaine : Les origines et la formation, Les Éditions universitaires, 1955, 326 p.
- (en) Gary Forsythe, A Critical History of Early Rome : From Prehistory to the First Punic War, University of California Press, 2006, 400 p.
- (it) E. Noe, « Il tentativo di Appio Erdonio nella narrazione di Dionigi », Rendiconti dell'Accademia dei Lincei, 32, 1977, p. 641-665.
- (fr) Jacques Poucet, « Les Sabins aux origines de Rome : Orientations et problèmes », Von den Anfängen Roms bis zum Ausgang der Republik,‎ 1972, p. 48-135
- (fr) Joël Schmidt, Vie et mort des esclaves dans la Rome Antique, Albin Michel, 2003, 288 p.